# Aetomylaeus maculatus
Aetomylaeus maculatus е вид хрущялна риба от семейство Орлови скатове (Myliobatidae). Видът е застрашен от изчезване.

## Разпространение
Разпространен е в Индия, Индонезия (Калимантан и Ява), Китай, Малайзия, Провинции в КНР, Сингапур, Тайван, Тайланд и Шри Ланка.

## Описание
Популацията на вида е намаляваща.